# Porto Palermo
Porto Palermo (albánul Porto Palermo) vagy Palermói-öböl (albánul Gjiri i Palermos) a Jón-tenger öble Albánia délnyugati részén, az Albán-Riviérán, Himara városától légvonalban 6 kilométerre délkeleti irányban. Fő nevezetességei az Ali Tepeleni pasa által a 18. század végén építtetett Porto Palermó-i vár, valamint a 20. század második felében létesített tengeralattjáró-bázis.

## Fekvése és földrajza
Az aprócska, 2,8 km²-es területű, északnyugat–délkeleti irányban elnyúló öblöt délkeleten a Panorma-félsziget (Gadishulli i Panormës, legmagasabb pontja 104 m), északnyugaton pedig a Kavadon-félsziget (Gadishulli i Kavadonit, 136 m) zárja közre. A két félsziget csúcsa közötti mintegy 1,5 kilométeres távolság képezi a kb. 3,5 kilométer hosszan elnyúló öböl nyílását. Az öböl belső partvonala meglehetősen tagolt: a közepe táján nyúlik be a tengerbe a Porto Palermó-i várnak is otthont adó, 5 hektáros Porto Palermo-félsziget. Az ettől északra húzódó öbölrész Armeridha-öböl (Gjiri i Armeridhës), a déli pedig Szent Miklós-öböl (Gjiri i Shën Nikollës) néven is ismert. A szárazföld felől a Gjem-hegy (Maja e Gjemit, 541 m) és a Vërri-hegy (Maja e Vërriut, 528 m) lábai nyomulnak a tengerpartig. Az öböl partján halad végig a Fiert Vlorán keresztül Sarandával összekötő SH8-as jelű főút.
Az öböl mikroklímája tágabb környezeténél szárazabb és melegebb, az öböl partjain feltűnően nagy számban nőnek a száraz égövhöz szokott agávék. A helyi fáma szerint ezeket valójában a kommunista korszakban itt állomásozó katonák telepítették, hogy saját főzésű tequilával enyhítsék a szolgálat nehézségeit, vagy pedig azért, hogy a magas szárú, szúrós-tövises növények a kis országra törő idegen hatalmak ejtőernyős katonáinak dolgát nehezítsék meg.

## Története és nevezetességei
A régészeti ásatásokon előkerült kerámiatöredékek fényt derítettek arra, hogy az érett vaskorban, hozzávetőlegesen az i. e. 5. századtól khaónok éltek az öbölben. Az ókorban a szárazföld és a nyílt tenger felől egyaránt védett természetes kikötőt előszeretettel használták horgonyzóhelyül a kor hajósai, amelyet görögül Panormosz / Πάνορμος, latinul pedig Panormus néven ismertek.
Az öböl a 18. század végén nyert történelmi nevezetességet, amikor az epiruszi területekre fennhatóságát az Oszmán Birodalom rovására kiterjesztő Ali Tepeleni pasa kisebb erődöt építtetett Porto Palermóban. Az erőd építésének pontos ideje nem ismert, de 1799-ben már biztosan építették, és legkésőbb 1804-ig elkészült. A helyi szájhagyomány szerint a délalbán hadúr később itt kötött házasságot a nála negyven évvel fiatalabb világszép Kira Vasiliqivel abban a kis ortodox Szent Miklós-templomban (Kisha e Shën Kollit), amelyet 1818-ban ő maga építtetett az öböl partján.
A vár nem rendelkezett kiemelkedő hadászati jelentőséggel, a 19. század fegyveres konfliktusaiban sem jétszott fontos szerepet. Az 1930-as évektől I. Zogu albán király politikai ellenfeleinek internálóhelyeként hasznosították. Az államkommunizmus éveiben aztán Porto Palermo szigorúan védett és zárt katonai terület lett. Az 1950-es évektől itt, az öböl északi részén építették ki az albán haditengerészet egyik támaszpontját, 1976 és 1988 között aztán egyedülálló katonai objektummá fejlesztették a bázist. A kolosszális költségekkel a partoldalba vájt, víz alatti bunkerek és alagutak egész hálózata Albánia tengeralattjáró-bázisa lett. A környéket, ahogy a parti utat is, lezárták, csak 1996-ban oldották fel teljesen Porto Palermo elzártságát. Napjainkra az egykori támaszpont már csak a parti őrség néhány vízi járművének szolgál kikötőhelyül, de az az ötlet is felmerült, hogy exkluzív hidegháborús emlékmúzeummá alakítsák át a tenger alatti objektumot.
- Ali Tepeleni vára (2019)
- A Szent Miklós-templom (2019)
- Az egykori tengeralattjáró-bázis bejárata (2019)

Porto Palermo öble napjainkig elkerülte az Albán-Riviéra más partszakaszait sújtó építkezési dömpinget. Bár kisebb szálláshelyek és éttermek találhatóak a partján, a várnál pedig motorcsónak- és jachtkikötőt is létesítettek, tengerparti strandjai jórészt továbbra is természetesek. A 2010-es években több ízben szerveztek zenei fesztivált a várban és környékén.